# Polîți, Kamin-Kașîrskîi
Polîți (în ucraineană Полиці) este localitatea de reședință a comunei Polîți din raionul Kamin-Kașîrskîi, regiunea Volînia, Ucraina.

## Demografie
Componența lingvistică a localității Polîți
     Ucraineană (99,73%)
     Alte limbi (0,26%)
Conform recensământului din 2001, majoritatea populației localității Polîți era vorbitoare de ucraineană (99,73%), existând în minoritate și vorbitori de alte limbi.